# Rolls-Royce Crecy
Der Rolls-Royce Crecy war ein flüssiggekühlter 90-Grad-V12-Zweitakt-Flugmotor mit 26,1 Litern Hubraum mit einer Schiebersteuerung, Kompressor und Direkteinspritzung. Der Motor wurde nach der Schlacht von Crécy benannt.

## Geschichte

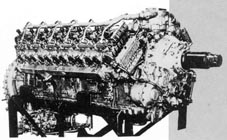
Rolls-Royce Crecy

Die Entwicklung der Zylinder begann 1937 unter dem Projektleiter Harry Wood, wobei die Zylinder selbst von Sir Harry Ricardo entworfen wurden. Der erste komplette Motor wurde 1941 gebaut und erbrachte eine Leistung von 1400 PS. Es kam allerdings aufgrund starker Vibrationen zu Problemen mit der Kühlung. Der Zündwinkel lag bei 30 Grad und der typische Ladedruck bei etwa 1 kg/cm², Bohrung × Hub 129,54 mm × 165,1 mm, das Verdichtungsverhältnis bei 7:1 und das Gewicht bei 820 kg. Die Auspuffgase des Triebwerks übten einen Schub aus, der zusätzlichen 30 Prozent Antriebsleistung gleichwertig erachtet wurde, es war deswegen erheblich lauter als übliche Aggregate.
Im Gegensatz zu anderen 2-Takt-Motoren wurde ein Kompressor verwendet, um das fette Gemisch in die Zylinder zu pressen, wo es in Schichtladung in einer kugelförmigen Erweiterung der Brennkammer von zwei Zündkerzen entzündet wurde. Luft-Brennstoff-Gemischverhältnisse von 15 bis 20 waren verfügbar, um die Leistung zwischen 60 und 100 Prozent zu regeln. Die mageren Gemische verringerten den Spitzendruck und erlaubten damit eine höhere Verdichtung oder höheren Kompressordruck. Mindestens ein Motor wurde für den Betrieb mit Dieselkraftstoff eingerichtet.
Außerdem wurde eine Kompressordrosselung benutzt, um den Leerlauf zu ermöglichen. Die Winkel der Rotorblätter des Impellers waren von 30 auf 60 Grad verstellbar. Dadurch konnte der Treibstoffverbrauch gesenkt werden, da weniger Leistung zum Antrieb des Kompressors nötig war.
Sir Henry Tizard, Vorsitzender des Aeronautical Research Council war ein Befürworter des Motors. Die Leistung der Maschine an sich war bereits interessant, aber der Abgasrückstoß bei hohen Geschwindigkeiten und Flughöhen machte den Rolls-Royce Crecy zu einem Hybrid zwischen herkömmlichen Flugzeugmotoren und den Strahltriebwerken.
Bis zur Einstellung der Forschung im Dezember 1945 waren nur sechs Crecy gebaut worden. Die Seriennummern waren gerade, weil Rolls-Royce immer gerade Nummern an die Maschinen vergab, die im Uhrzeigersinn drehten. Crecy Nummer 10 erreichte am 21. Dezember 1944 2500 PS. Spätere Tests an Einzelzylindern erreichten Leistungen äquivalent zu 5000 PS für den ganzen Motor.